# 관양초등학교
관양초등학교는 대한민국 경기도 안양시 동안구 관양동에 있는 공립 초등학교이다.

## 학교 연혁
- 1948년 3월 12일 : 초대 조중양 교장 취임
- 1948년 4월 1일 : 관양국민학교 개교
- 1984년 9월 1일 : 5학급 편성
- 1986년 9월 1일 : 관양국민학교 병설유치원 개원
- 1987년 3월 1일 : 특수학급 1학급 개설
- 1987년 9월 1일 : 인덕원국민학교로 7학급 분리
- 2000년 3월 1일 : 관악초등학교로 522명 분리
- 2018년 4월 1일 : 개교 70주년
- 2022년 2월 10일 : 제73회 졸업식(졸업생 109명, 누계 17,441명)
- 2022년 3월 1일 : 제 25대 이금화 교장 부임
- 2022년 3월 2일 : 2022학년도 입학식 (88명)